# 基巴萊國家公園
基巴萊國家公園（Kibale National Park）是非洲國家烏干達的國家公園，位於該國西部首都坎帕拉以西約320公里，佔地776平方公里，成立於1993年，毗鄰伊麗莎白女王國家公園，是熱門的生態旅遊和狩獵旅行地點，野生動物包括黑猩猩和其他12種靈長類動物。

## 外部連結
- Uganda Wildlife Authority
- Kibale Forest National Park（页面存档备份，存于）
- Research Opportunities at the Makerere University Biological Field Station, Uganda
- Wikimapia Location（页面存档备份，存于）
- Overview at Safari-Uganda.com（页面存档备份，存于）